# Cifrado francmasón

El cifrado francmasón usa símbolos gráficos asignados en una clave como en este diagrama.

El cifrado francmasón (también conocido como cifrado pocilga, cifrado masónico, cifrado de Napoleón o cifrado de tres en raya) es un cifrado por sustitución simple que cambia las letras por símbolos basándose en un diagrama. Sin embargo, el uso de símbolos no impide el criptoanálisis, y el criptoanálisis es idéntico al de otros métodos de cifrado por sustitución simple. El diagrama a la derecha muestra una forma en el que las letras pueden ser asignadas.
El método fue desarrollado por los francmasones a principios del siglo XVIII para mantener los registros y la correspondencia.

## Historia
Se cree que el cifrado es una cifra antigua y se dice que se originó con los rabinos hebreos. Thompson escribe que «hay pruebas que sugieren que los Caballeros Templarios utilizaron un cifrado de pluma de cerdo» durante las Cruzadas Cristianas.
Parrangan & Parrangan escriben que fue utilizado por un individuo, que puede haber sido un masón, «en el siglo XVI para guardar sus notas personales».
En 1531, Cornelius Agrippa describió una forma temprana de cifrado rosacruz, que atribuye a una tradición cabalística judía existente. Este sistema, llamado «La Cábala de las Nueve Cámaras» por autores posteriores, utilizaba el alfabeto hebreo en lugar del alfabeto latino, y se empleaba con fines de simbolismo religioso más que con un propósito criptológico aparente.
Variaciones de este sistema de cifrado fueron utilizadas tanto por la hermandad rosacruz como por los francmasones, aunque estos últimos utilizaron el sistema de cifrado de la pocilga con tanta frecuencia que el sistema se denomina con frecuencia el cifrado de los francmasones. Hysin afirma que fue inventado por los francmasones, que empezaron a utilizarlo a principios del siglo XVIII para mantener en privado sus registros de historia y ritos, y para la correspondencia entre los líderes de las logias. También se pueden encontrar lápidas de francmasones que utilizan el sistema como parte de los grabados. Una de las primeras lápidas del cementerio de la Iglesia de la Trinidad de Nueva York, inaugurado en 1697, contiene una cifra de este tipo que se descifra como «Recuerda la muerte» (cf. memento mori).
El ejército de George Washington tenía documentación sobre el sistema, con una forma mucho más aleatoria del alfabeto. Durante la guerra civil estadounidense, el sistema fue utilizado por los prisioneros de la Unión en las cárceles confederadas.

## Inseguridad
Aunque el cifrado francmasón puede considerarse un cifrado de uso lúdico, no ofrece prácticamente ninguna seguridad criptográfica. Su uso de símbolos en lugar de letras no impide en absoluto el criptoanálisis, y este cifrado no se diferencia en nada de cualquier otro cifrado simple de sustitución monoalfabética. Y lo que es peor, como es muy conocido y reconocible al instante, es posiblemente uno de los peores cifrados que se pueden elegir desde el punto de vista de la seguridad. De hecho, el conocimiento del cifrado francmasón es tan omnipresente que un interceptor podría no necesitar romper este cifrado en absoluto, sino simplemente descifrarlo, de la misma manera que lo haría el destinatario.
Debido a la simplicidad de este cifrado, se incluye muy a menudo en los libros infantiles sobre cifrado y escritura secreta.

## Ejemplo
Usando la clave de ejemplo, el mensaje «La X marca el lugar» se muestra en texto cifrado así: 

## Variantes
Los elementos centrales de este sistema son la cuadrícula y los puntos. Algunos sistemas utilizan las X, pero incluso éstas pueden reordenarse. Un método comúnmente utilizado ordena los símbolos como se muestra en la imagen anterior: cuadrícula, cuadrícula, X, X. Otro sistema comúnmente utilizado ordena los símbolos como cuadrícula, X, cuadrícula, X. Otro es cuadrícula, cuadrícula, cuadrícula, con cada celda con una letra del alfabeto, y la última con un carácter «&». Las letras de la primera cuadrícula no tienen ningún punto, las de la segunda tienen un punto y las de la tercera tienen dos puntos. Otra variante de esta última se llama Cifrado Newark, que en lugar de puntos utiliza de una a tres líneas cortas que pueden proyectarse en cualquier longitud u orientación. Esto da la ilusión de un mayor número de caracteres diferentes de los que realmente existen[18].
Otro sistema, utilizado por los rosacruces en el siglo XVII, utilizaba una única cuadrícula de nueve celdas, y de 1 a 3 puntos en cada celda o «pluma». Así, ABC estaría en la pluma superior izquierda, seguido de DEF y GHI en la primera línea, luego grupos de JKL MNO PQR en la segunda, y STU VWX YZ en la tercera. Al ser cifrado, la ubicación del punto en cada símbolo (izquierda, centro o derecha), indicaría qué letra en esa pluma estaba representada. Los sistemas más difíciles utilizan una forma no estándar del alfabeto, como escribirlo al revés en la cuadrícula, arriba y abajo en las columnas, o un conjunto de letras completamente aleatorio.
El cifrado templario es un método que, según se afirma, fue utilizado por los Caballeros Templarios y que utiliza una variante de la Cruz de Malta. Es probable que se trate de un cifrado utilizado por los neotemplarios (masones) del siglo XVIII, y no el de la orden religiosa de los Caballeros Templarios de los siglos XII-XIV durante las Cruzadas.